# Teddy Teuma
Teddy Teuma (Tolón, 30 de septiembre de 1993) es un futbolista francés, nacionalizado maltés, que juega en la demarcación de centrocampista para el Stade de Reims de la Ligue 2.

## Selección nacional
Hizo su debut con la selección de fútbol de Malta el 3 de septiembre de 2020 en un partido de la Liga de Naciones de la UEFA contra Islas Feroe que finalizó con un resultado de 3-2 a favor del combinado feroés tras los goles de Klæmint Olsen, Andreas Olsen y Brandur Hendriksson para Islas Feroe, y de Jurgen Degabriele y Andrei Agius para Malta.

## Estadísticas

### Clubes
Actualizado al último partido disputado el 20 de octubre de 2024.
| Club                 | País    | Año       | Partidos | Goles |
| -------------------- | ------- | --------- | -------- | ----- |
| Hyères F. C.         | Francia | 2011-2015 | 90       | 7     |
| U. S. Boulogne       | Francia | 2015-2017 | 61       | 3     |
| Red Star F. C.       | Francia | 2017-2018 | 53       | 7     |
| Union Saint-Gilloise | Bélgica | 2019-2023 | 165      | 30    |
| Stade de Reims       | Francia | 2023-     | 50       | 8     |

## Palmarés

### Campeonatos nacionales
| Título                      | Club                 | País    | Año  |
| --------------------------- | -------------------- | ------- | ---- |
| Championnat National        | Red Star F. C.       | Francia | 2018 |
| Segunda División de Bélgica | Union Saint-Gilloise | Bélgica | 2021 |